# Wereldbeker freestyleskiën 2013/2014
De wereldbeker freestyleskiën 2013/2014 (officieel: FIS World Cup Freestyle skiing) was een competitie voor freestyleskiërs die georganiseerd werd door de internationale skifederatie FIS. In de wereldbeker waren zowel voor mannen als voor vrouwen zes disciplines opgenomen (halfpipe, slopestyle, ski cross, aerials, moguls en dual moguls). Voor deze disciplines werden ieder afzonderlijk medailles uitgereikt, waarbij dual moguls en moguls als één discipline werden gerekend. Het seizoen begon op 17 augustus 2013 in het Nieuw-Zeelandse Cardrona en eindigde op 23 maart 2014 in het Franse La Plagne.

## Mannen

### Uitslagen
| Datum                                                                                                  | Plaats          | Onderdeel   | Eerste                 | Tweede                | Derde                 |
| --- | --------------- | ----------- | ---------------------- | --------------------- | --------------------- |
| 17/08/2013                                                                                             | Cardrona        | halfpipe    | Antti-Jussi Kemppainen | Aaron Blunck          | Taylor Seaton         |
| 25/08/2013                                                                                             | Cardrona        | slopestyle  | Nick Goepper           | James Woods           | Russell Henshaw       |
| 07/12/2013                                                                                             | Nakiska         | ski cross   | Jonas Devouassoux      | Armin Niederer        | Brady Leman           |
| 14/12/2013                                                                                             | Ruka            | moguls      | Mikaël Kingsbury       | Alexandre Bilodeau    | Sho Endo              |
| 15/12/2013                                                                                             | Beida Lake      | aerials     | Liu Zhongqing          | Anton Koesjnir        | Jia Zongyang          |
| 15/12/2013                                                                                             | Val Thorens     | ski cross   | Andreas Matt           | Victor Öhling Norberg | Jean-Frédéric Chapuis |
| 20/12/2013                                                                                             | Copper Mountain | halfpipe    | Aaron Blunck           | Kevin Rolland         | Gus Kenworthy         |
| 21/12/2013                                                                                             | Copper Mountain | slopestyle  | Andreas Håtveit        | Nick Goepper          | Russell Henshaw       |
| 21/12/2013                                                                                             | Innichen        | ski cross   | David Duncan           | Alex Fiva             | Brady Leman           |
| 22/12/2013                                                                                             | Innichen        | ski cross   | David Duncan           | Andreas Matt          | Daniel Bohnacker      |
| 22/12/2013                                                                                             | Peking          | aerials     | Travis Gerrits         | Wu Chao               | Jia Zongyang          |
| 03/01/2014                                                                                             | Calgary         | halfpipe    | Justin Dorey           | Noah Bowman           | Matt Margetts         |
| 04/01/2014                                                                                             | Calgary         | moguls      | Mikaël Kingsbury       | Alexandre Bilodeau    | Patrick Deneen        |
| 09/01/2014                                                                                             | Deer Valley     | moguls      | Mikaël Kingsbury       | Alexandre Bilodeau    | Marc-Antoine Gagnon   |
| 10/01/2014                                                                                             | Deer Valley     | aerials     | Anton Koesjnir         | Qi Guangpu            | Aleksej Grisjin       |
| 11/01/2014                                                                                             | Deer Valley     | moguls      | Alexandre Bilodeau     | Mikaël Kingsbury      | Aleksandr Smysjljajev |
| 10/01/2014                                                                                             | Breckenridge    | slopestyle  | Bobby Brown            | Jesper Tjäder         | Kai Mahler            |
| 12/01/2014                                                                                             | Breckenridge    | halfpipe    | David Wise             | Micheal Riddle        | Kevin Rolland         |
| 14/01/2014                                                                                             | Val Saint-Come  | aerials     | Liu Zhongqing          | Mac Bohonnon          | David Morris          |
| 19/01/2014                                                                                             | Val Saint-Come  | moguls      | Alexandre Bilodeau     | Mikaël Kingsbury      | Bradley Wilson        |
| 15/01/2014                                                                                             | Lake Placid     | moguls      | Alexandre Bilodeau     | Patrick Deneen        | Bradley Wilson        |
| 18/01/2014                                                                                             | Lake Placid     | aerials     | Qi Guangpu             | Liu Zhongqing         | Aleksej Grisjin       |
| 16/01/2014                                                                                             | Val Thorens     | ski cross   | Christopher Del Bosco  | Daniel Bohnacker      | Victor Öhling Norberg |
| 17/01/2014                                                                                             | Val Thorens     | ski cross   | John Teller            | Victor Öhling Norberg | David Duncan          |
| 18/01/2014                                                                                             | Gstaad          | slopestyle  | Josiah Wells           | Jesper Tjäder         | Fabian Bösch          |
| 25/01/2014                                                                                             | Kreischberg     | ski cross   | Alex Fiva              | Johannes Rohrweck     | Michael Schmid        |
| 7 tot en met 23 februari 2014: Olympische Winterspelen 2014 in Sotsji (telt niet mee voor wereldbeker) |                 |             |                        |                       |                       |
| 01/03/2014                                                                                             | Inawashiro      | moguls      | Bradley Wilson         | Marc-Antoine Gagnon   | Mikaël Kingsbury      |
| 02/03/2014                                                                                             | Inawashiro      | dual moguls | Mikaël Kingsbury       | Sho Endo              | Pascal-Olivier Gagné  |
| 07/03/2014                                                                                             | Arosa           | skicross    | Alex Fiva              | Tomáš Kraus           | Didrik Bastian Juell  |
| 08/03/2014                                                                                             | Åre             | dual moguls | Afgelast               | Afgelast              | Afgelast              |
| 15/03/2014                                                                                             | Åre             | ski cross   | Victor Öhling Norberg  | Jonathan Midol        | Armin Niederer        |
| 16/03/2014                                                                                             | Åre             | ski cross   | Thomas Zangerl         | Andreas Matt          | Armin Niederer        |
| 15/03/2014                                                                                             | Voss            | moguls      | Aleksandr Smysjljajev  | Alexandre Bilodeau    | Patrick Deneen        |
| 16/03/2014                                                                                             | Voss            | dual moguls | Mikaël Kingsbury       | Alexandre Bilodeau    | Bradley Wilson        |
| 22/03/2014                                                                                             | Silvaplana      | slopestyle  | Jesper Tjäder          | Noah Wallace          | Christian Nummedal    |
| 21/03/2014                                                                                             | Sierra Nevada   | dual moguls | Alexandre Bilodeau     | Mikaël Kingsbury      | Benjamin Cavet        |
| 23/03/2014                                                                                             | Sierra Nevada   | ski cross   | Jean-Frédéric Chapuis  | Christoph Wahrstötter | Brady Leman           |

### Eindstanden
| Algemeen | Algemeen              | Algemeen | Algemeen |
| #        | Naam                  | Land     | Punten   |
| -------- | --------------------- | -------- | -------- |
| 1        | Mikaël Kingsbury      | CAN      | 81       |
| 2        | Alexandre Bilodeau    | CAN      | 80       |
| 3        | Jesper Tjäder         | SWE      | 65       |
| 4        | Liu Zhongqing         | CHN      | 62       |
| 5        | Qi Guangpu            | CHN      | 54       |
| 6        | Anton Koesjnir        | BLR      | 49       |
| 7        | Nick Goepper          | USA      | 45       |
| 8        | Victor Öhling Norberg | SWE      | 45       |
| 9        | Andreas Matt          | AUT      | 44       |
| 10       | Justin Dorey          | CAN      | 42       |

| Skicross | Skicross              | Skicross | Skicross |
| #        | Naam                  | Land     | Punten   |
| -------- | --------------------- | -------- | -------- |
| 1        | Victor Öhling Norberg | SWE      | 494      |
| 2        | Andreas Matt          | AUT      | 482      |
| 3        | Daniel Bohnacker      | GER      | 399      |
| 4        | Jean-Frédéric Chapuis | FRA      | 381      |
| 5        | Armin Niederer        | SUI      | 376      |
| 6        | David Duncan          | CAN      | 361      |
| 7        | Alex Fiva             | SUI      | 358      |
| 8        | Brady Leman           | CAN      | 355      |
| 9        | Thomas Zangerl        | AUT      | 277      |
| 10       | Christoph Wahrstötter | AUT      | 257      |

| Aerials | Aerials         | Aerials | Aerials |
| #       | Naam            | Land    | Punten  |
| ------- | --------------- | ------- | ------- |
| 1       | Liu Zhongqing   | CHN     | 308     |
| 2       | Qi Guangpu      | CHN     | 268     |
| 3       | Anton Koesjnir  | BLR     | 243     |
| 4       | Aleksej Grisjin | BLR     | 200     |
| 5       | Travis Gerrits  | CAN     | 197     |
| 6       | David Morris    | AUS     | 190     |
| 7       | Wu Chao         | CHN     | 179     |
| 8       | Pavel Krotov    | RUS     | 152     |
| 9       | Jia Zongyang    | CHN     | 150     |
| 10      | Dylan Ferguson  | USA     | 137     |

| Halfpipe | Halfpipe               | Halfpipe | Halfpipe |
| #        | Naam                   | Land     | Punten   |
| -------- | ---------------------- | -------- | -------- |
| 1        | Justin Dorey           | CAN      | 212      |
| 2        | Aaron Blunck           | USA      | 180      |
| 3        | Mike Riddle            | CAN      | 145      |
| 4        | Kevin Rolland          | FRA      | 140      |
| 5        | Antti-Jussi Kemppainen | FIN      | 129      |
| 6        | Noah Bowman            | CAN      | 125      |
| 7        | Alex Ferreira          | USA      | 117      |
| 8        | Yannic Lerjen          | SUI      | 116      |
| 9        | David Wise             | USA      | 107      |
| 10       | Matt Margetts          | CAN      | 97       |

| Moguls | Moguls                 | Moguls | Moguls |
| #      | Naam                   | Land   | Punten |
| ------ | ---------------------- | ------ | ------ |
| 1      | Mikaël Kingsbury       | CAN    | 890    |
| 2      | Alexandre Bilodeau     | CAN    | 879    |
| 3      | Patrick Deneen         | USA    | 443    |
| 4      | Bradley Wilson         | USA    | 429    |
| 5      | Aleksandr Smysjljajev  | RUS    | 419    |
| 6      | Marc-Antoine Gagnon    | CAN    | 368    |
| 7      | Sho Endo               | JPN    | 311    |
| 8      | Philippe Marquis       | CAN    | 278    |
| 9      | Simon Pouliot-Cavanagh | CAN    | 245    |
| 10     | Anthony Benna          | FRA    | 227    |

| Slopestyle | Slopestyle      | Slopestyle | Slopestyle |
| #          | Naam            | Land       | Punten     |
| ---------- | --------------- | ---------- | ---------- |
| 1          | Jesper Tjäder   | SWE        | 325        |
| 2          | Nick Goepper    | USA        | 225        |
| 3          | Bobby Brown     | USA        | 145        |
| 4          | Josiah Wells    | NZL        | 122        |
| 5          | Russell Henshaw | AUS        | 120        |
| 6          | McRae Williams  | USA        | 105        |
| 7          | James Woods     | GBR        | 104        |
| 8          | Gus Kenworthy   | USA        | 104        |
| 9          | Oscar Wester    | SWE        | 103        |
| 10         | Jonas Hunziker  | SUI        | 101        |

## Vrouwen

### Uitslagen
| Datum                                                                                                  | Plaats          | Onderdeel   | Eerste                     | Tweede                  | Derde                   |
| --- | --------------- | ----------- | -------------------------- | ----------------------- | ----------------------- |
| 17/08/2013                                                                                             | Cardrona        | halfpipe    | Devin Logan                | Angeli Vanlaanen        | Mirjam Jäger            |
| 25/08/2013                                                                                             | Cardrona        | slopestyle  | Tiril Sjåstad Christiansen | Dara Howell             | Lisa Zimmermann         |
| 07/12/2013                                                                                             | Nakiska         | ski cross   | Marielle Thompson          | Fanny Smith             | Ophélie David           |
| 14/12/2013                                                                                             | Ruka            | moguls      | Hannah Kearney             | Justine Dufour-Lapointe | Aiko Uemura             |
| 15/12/2013                                                                                             | Beida Lake      | aerials     | Li Nina                    | Ashley Caldwell         | Xu Sicun                |
| 15/12/2013                                                                                             | Val Thorens     | ski cross   | Katrin Müller              | Sanna Lüdi              | Ophélie David           |
| 20/12/2013                                                                                             | Copper Mountain | halfpipe    | Brita Sigourney            | Maddie Bowman           | Marie Martinod          |
| 21/12/2013                                                                                             | Copper Mountain | slopestyle  | Dara Howell                | Darian Stevens          | Grete Eliassen          |
| 21/12/2013                                                                                             | Peking          | aerials     | Zhang Xin                  | Lydia Lassila           | Xu Mengtao              |
| 21/12/2013                                                                                             | Innichen        | ski cross   | Fanny Smith                | Kelsey Serwa            | Anna Holmlund           |
| 22/12/2013                                                                                             | Innichen        | ski cross   | Katrin Müller              | Marielle Thompson       | Heidi Zacher            |
| 03/01/2014                                                                                             | Calgary         | halfpipe    | Rowan Cheshire             | Virginie Faivre         | Amy Sheehan             |
| 04/01/2014                                                                                             | Calgary         | moguls      | Justine Dufour-Lapointe    | Hannah Kearney          | Chloé Dufour-Lapointe   |
| 09/01/2014                                                                                             | Deer Valley     | moguls      | Hannah Kearney             | Chloé Dufour-Lapointe   | Justine Dufour-Lapointe |
| 10/01/2014                                                                                             | Deer Valley     | aerials     | Cheng Shuang               | Zhang Xin               | Xu Mengtao              |
| 11/01/2014                                                                                             | Deer Valley     | moguls      | Hannah Kearney             | Joelia Galysjeva        | Maxime Dufour-Lapointe  |
| 10/01/2014                                                                                             | Breckenridge    | slopestyle  | Keri Herman                | Emma Dahlstrom          | Devin Logan             |
| 12/01/2014                                                                                             | Breckenridge    | halfpipe    | Maddie Bowman              | Ayana Onozuka           | Amy Sheehan             |
| 14/01/2014                                                                                             | Val Saint-Come  | aerials     | Lydia Lassila              | Li Nina                 | Zhang Xin               |
| 19/01/2014                                                                                             | Val Saint-Come  | moguls      | Chloé Dufour-Lapointe      | Justine Dufour-Lapointe | Junko Hoshino           |
| 15/01/2014                                                                                             | Lake Placid     | moguls      | Justine Dufour-Lapointe    | Heidi Kloser            | Hannah Kearney          |
| 18/01/2014                                                                                             | Lake Placid     | aerials     | Li Nina                    | Danielle Scott          | Zhang Xin               |
| 16/01/2014                                                                                             | Val Thorens     | ski cross   | Sanna Lüdi                 | Sandra Näslund          | Katrin Ofner            |
| 17/01/2014                                                                                             | Val Thorens     | ski cross   | Marielle Thompson          | Katrin Müller           | Ophélie David           |
| 18/01/2014                                                                                             | Gstaad          | slopestyle  | Lisa Zimmermann            | Katie Summerhayes       | Silvia Bertagna         |
| 25/01/2014                                                                                             | Kreischberg     | ski cross   | Ophélie David              | Fanny Smith             | Marielle Thompson       |
| 7 tot en met 23 februari 2014: Olympische Winterspelen 2014 in Sotsji (telt niet mee voor wereldbeker) |                 |             |                            |                         |                         |
| 01/03/2014                                                                                             | Inawashiro      | moguls      | Justine Dufour-Lapointe    | Heather McPhie          | Maxime Dufour-Lapointe  |
| 02/03/2014                                                                                             | Inawashiro      | dual moguls | Hannah Kearney             | Jelena Moeratova        | Junko Hoshino           |
| 07/03/2014                                                                                             | Arosa           | skicross    | Marte Høie Gjefsen         | Fanny Smith             | Ophélie David           |
| 08/03/2014                                                                                             | Åre             | dual moguls | Afgelast                   | Afgelast                | Afgelast                |
| 15/03/2014                                                                                             | Åre             | ski cross   | Fanny Smith                | Marielle Thompson       | Sandra Näslund          |
| 16/03/2014                                                                                             | Åre             | ski cross   | Fanny Smith                | Ophélie David           | Georgia Simmerling      |
| 15/03/2014                                                                                             | Voss            | moguls      | Justine Dufour-Lapointe    | Chloé Dufour-Lapointe   | Hannah Kearney          |
| 16/03/2014                                                                                             | Voss            | dual moguls | Hannah Kearney             | Justine Dufour-Lapointe | Chloé Dufour-Lapointe   |
| 22/03/2014                                                                                             | Silvaplana      | slopestyle  | Lisa Zimmermann            | Emma Dahlström          | Camillia Berra          |
| 21/03/2014                                                                                             | Sierra Nevada   | dual moguls | Hannah Kearney             | Chloé Dufour-Lapointe   | Maxime Dufour-Lapointe  |
| 23/03/2014                                                                                             | Sierra Nevada   | ski cross   | Marielle Thompson          | Fanny Smith             | Georgia Simmerling      |

### Eindstanden
| Algemeen | Algemeen                | Algemeen | Algemeen |
| #        | Naam                    | Land     | Punten   |
| -------- | ----------------------- | -------- | -------- |
| 1        | Hannah Kearney          | USA      | 77       |
| 2        | Li Nina                 | CHN      | 71       |
| 3        | Justine Dufour-Lapointe | CAN      | 70       |
| 4        | Marielle Thompson       | CAN      | 69       |
| 5        | Fanny Smith             | SUI      | 66       |
| 6        | Zhang Xin               | CHN      | 63       |
| 7        | Devin Logan             | USA      | 63       |
| 8        | Lisa Zimmermann         | GER      | 61       |
| 9        | Ophélie David           | FRA      | 52       |
| 10       | Xu Mengtao              | CHN      | 49       |

| Skicross | Skicross                 | Skicross | Skicross |
| #        | Naam                     | Land     | Punten   |
| -------- | ------------------------ | -------- | -------- |
| 1        | Marielle Thompson        | CAN      | 755      |
| 2        | Fanny Smith              | SUI      | 730      |
| 3        | Ophélie David            | FRA      | 572      |
| 4        | Katrin Müller            | SUI      | 408      |
| 5        | Sandra Näslund           | SWE      | 374      |
| 6        | Georgia Simmerling       | CAN      | 364      |
| 7        | Marte Høie Gjefsen       | NOR      | 354      |
| 8        | Marielle Berger Sabbatel | FRA      | 321      |
| 9        | Sanna Lüdi               | SUI      | 303      |
| 10       | Heidi Zacher             | GER      | 284      |

| Aerials | Aerials         | Aerials | Aerials |
| #       | Naam            | Land    | Punten  |
| ------- | --------------- | ------- | ------- |
| 1       | Li Nina         | CHN     | 356     |
| 2       | Zhang Xin       | CHN     | 316     |
| 3       | Xu Mengtao      | CHN     | 246     |
| 4       | Lydia Lassila   | AUS     | 210     |
| 5       | Cheng Shuang    | CHN     | 207     |
| 6       | Danielle Scott  | AUS     | 184     |
| 7       | Emily Cook      | USA     | 173     |
| 8       | Ashley Caldwell | USA     | 149     |
| 9       | Laura Peel      | AUS     | 143     |
| 10      | Kong Fanyu      | CHN     | 142     |

| Halfpipe | Halfpipe         | Halfpipe | Halfpipe |
| #        | Naam             | Land     | Punten   |
| -------- | ---------------- | -------- | -------- |
| 1        | Devin Logan      | USA      | 186      |
| 2        | Maddie Bowman    | USA      | 180      |
| 3        | Amy Sheehan      | AUS      | 170      |
| 4        | Mirjam Jäger     | SUI      | 153      |
| 5        | Angeli Vanlaanen | USA      | 152      |
| 6        | Brita Sigourney  | USA      | 150      |
| 7        | Rowan Cheshire   | GBR      | 140      |
| 8        | Ayana Onozuka    | JPN      | 140      |
| 9        | Annalisa Drew    | USA      | 135      |
| 10       | Katrien Aerts    | BEL      | 110      |

| Moguls | Moguls                  | Moguls | Moguls |
| #      | Naam                    | Land   | Punten |
| ------ | ----------------------- | ------ | ------ |
| 1      | Hannah Kearney          | USA    | 850    |
| 2      | Justine Dufour-Lapointe | CAN    | 774    |
| 3      | Chloé Dufour-Lapointe   | CAN    | 521    |
| 4      | Maxime Dufour-Lapointe  | CAN    | 459    |
| 5      | Heather McPhie          | USA    | 420    |
| 6      | Eliza Outtrim           | USA    | 347    |
| 7      | Andi Naude              | CAN    | 282    |
| 8      | Sophia Schwartz         | USA    | 267    |
| 9      | Junko Hoshino           | JPN    | 253    |
| 10     | Deborah Scanzio         | ITA    | 229    |

| Slopestyle | Slopestyle       | Slopestyle | Slopestyle |
| #          | Naam             | Land       | Punten     |
| ---------- | ---------------- | ---------- | ---------- |
| 1          | Lisa Zimmermann  | GER        | 305        |
| 2          | Emma Dahlström   | SWE        | 196        |
| 3          | Dara Howell      | CAN        | 180        |
| 4          | Silvia Bertagna  | ITA        | 151        |
| 5          | Zuzana Stromková | SVK        | 140        |
| 6          | Keri Herman      | USA        | 136        |
| 7          | Camillia Berra   | SUI        | 131        |
| 8          | Devin Logan      | USA        | 127        |
| 9          | Darian Stevens   | USA        | 104        |
| 10         | Dominique Ohaco  | CHI        | 103        |